# Det var en yndig tid
Chansons représentant le Danemark au Concours Eurovision de la chanson
Uh, jeg ville ønske jeg var dig
(1959) Angelique
(1961)
Det var en yndig tid (« Ce fut un moment agréable ») est une chanson interprétée par la chanteuse danoise Katy Bødtger représentant le Danemark au Concours Eurovision de la chanson 1960 le 29 mars à Londres.

## À l'Eurovision
La chanson est intégralement interprétée en danois, langue officielle du Danemark, comme le veut la coutume avant 1966. L'orchestre est dirigé par Kai Mortensen.
Det var en yndig tid est la quatrième chanson interprétée lors de la soirée du concours, suivant So laang we's du do bast de Camillo Felgen pour le Luxembourg et précédant Mon amour pour toi de Fud Leclerc pour la Belgique.
À l'issue du vote, elle obtient 4 points et se classe 10e — à égalité avec Alla andra får varann de Siw Malmkvist pour la Suède — sur 13 chansons,.

## Liste des titres
| A1. | Det var en yndig tid | Sven Buemann, Vilfred Kjær |  |
| B1. | Gør hvad du vil      | Henry Hannibald            |  |

## Historique de sortie
| Pays     | Date | Format   | Label    |
| -------- | ---- | -------- | -------- |
| Danemark | 1960 | 45 tours | Polyphon |